# 拉雷多 (德克薩斯州)
拉雷多 （英語：Laredo）是美国德克萨斯州南部的一個城市，位於格蘭德河北岸，對岸為墨西哥新拉雷多。是韋布郡郡治。面積218.96平方公里，2010年人口為235,809人。
1755年開埠，1852年設市。是35號州際公路的南端起訖點。

## 姐妹城市
- 墨西哥新拉雷多
- 墨西哥蒂華納
- 墨西哥瓜達拉哈拉
- 中華民國台南市
- 中国浦西